# The Howling (canción)
«The Howling» es el segundo sencillo del álbum The Heart Of Everything de la banda de Metal Sinfónico Within Temptation.

## Información
Esta canción se compuso para el videojuego "The Cronichles of Spellborn" y fue lanzado un videoclip en función de tráiler para el juego. Igualmente, este tema contiene un videoclip totalmente aparte que es el videoclip oficial de la canción. Al mismo tiempo que el sencillo de Frozen también este fue lanzado el:
el 11 de junio del 2007 en Reino Unido, en formato digital.

el 11 de junio del 2007 en Estados Unidos.

## Sencillo
La canción solo se comercializó de modo exclusivamente en línea en Inglaterra. Pero, en Estados Unidos se lanzó el EP de promoción, la única versión material del sencillo que ha existido.

## Video
El video no posee una trama explicativa como es de costumbre en Within Temptation, sino que pretende contrastar la armonía, la paz y la felicidad con la oscuridad, la desolación y la destrucción. Haciendo referencia a la primera situación, se puede visualizar a Sharon en el patio de una casa elegante, rodeada de flores y con una niña jugando a su alrededor, todo demostrando felicidad y paz, mientras que de una manera inmediata, este bonito paisaje cambia por un descampado de ruinas e incendiado, con los edificios derruidos y con escorpiones en vez de mariposas, igualmente, la niña esta, pero ahora presentada de una manera triste y dramática. Generalmente, el video consiste en secuencias que se van alternando en estos dos escenarios.